# Cecile Bowes
Pour les articles homonymes, voir Bowes.
Cecile Bowes, née le 11 mai 1914 et morte le 14 janvier 1988, est une joueuse de tennis et de squash représentant les États-Unis. Elle est championne des États-Unis à quatre reprises entre 1938 et 1948. Elle est intronisée au Temple de la renommée du squash américain en 2002.

## Biographie
Cecile Bowes s'est avérée être une force vivace et durable dans les premières années du squash féminin. En 1931, Cecile Bowes fait irruption sur la scène du squash à l'âge de seize ans quand elle atteint la finale des championnats nationaux. Elle perd quatre autres fois en finale, mais elle remporte aussi quatre victoires, jouant habituellement contre sa rivale Anne Page.

## Palmarès

### Titres
- Championnats des États-Unis : 4 titres (1938, 1940, 1941, 1948)